# 제주 구 육군 제1훈련소 지휘소와 정문
제주 구 육군 제1훈련소 지휘소와 정문은 대한민국 제주특별자치도 서귀포시 대정읍에 있는, 광복 후 제주도에 창설된 대한민국 육군 제1훈련소의 지휘부로 사용되었던 건물과 거기에 딸린 정문이다. 2008년 10월 1일 대한민국의 국가등록문화재 제409호로 지정되었다. 2021년에 정문이 추가로 지정되었다.

## 개요
이 건물은 일제 강점기 당시 일본군이 건립했으나, 광복 후 제주도에 창설된 육군 제1훈련소의 지휘부로 사용되었다. 외부의 대칭적 모습과는 달리 내부는 비대칭적으로 공간의 성격과 기능에 맞추어 공간을 구획하였고, 공중화장실과 같은 공간을 내부에 설치한 것은 당시로서는 보기 드문 형태이다. 한국전쟁 당시 많은 장병들을 훈련시켜 적을 방어하는데 크게 기여하였으며 한국전쟁의 대표적인 상징물로서 그 의미가 크다.

## 사진첩

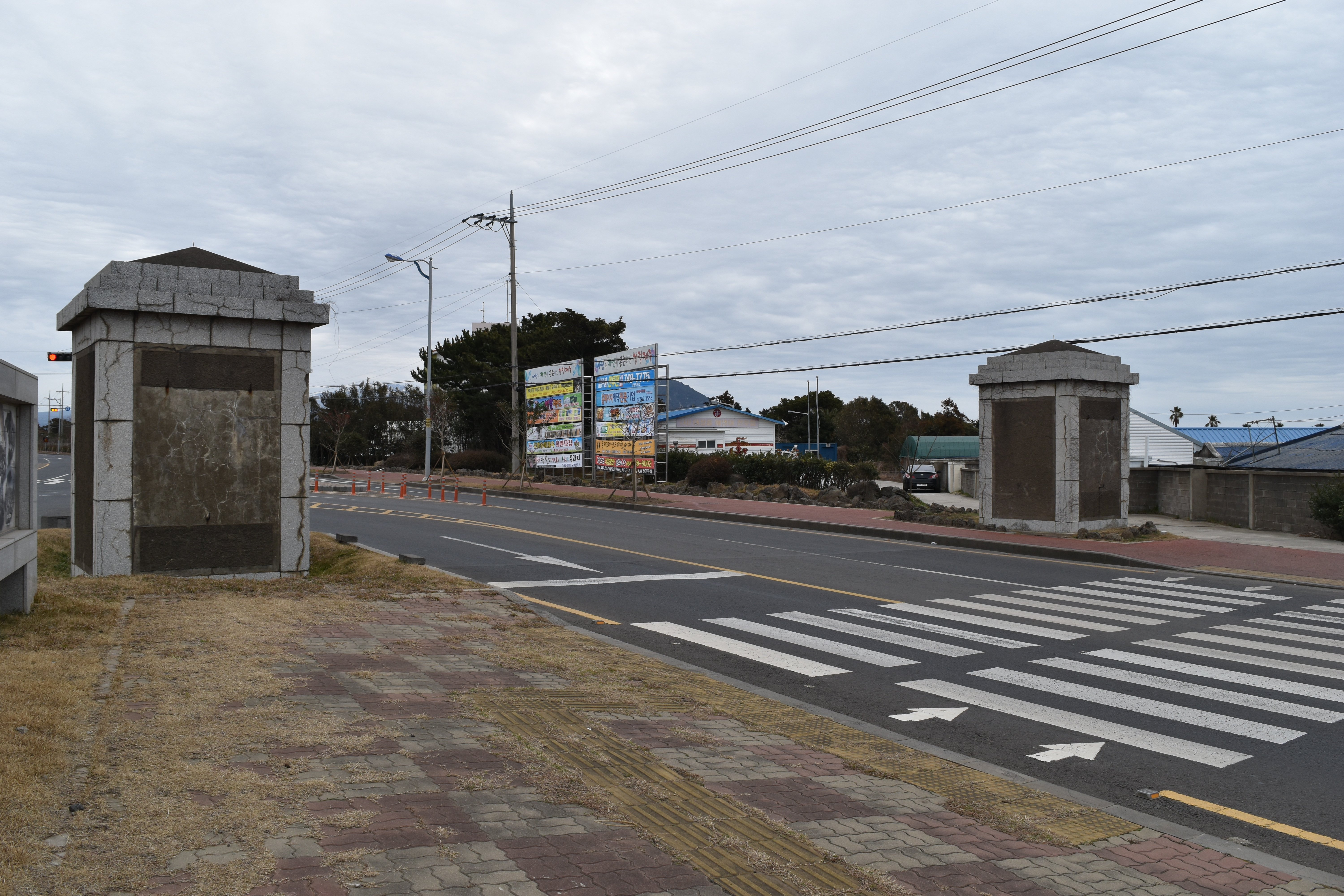
옛 육군제1훈련소의 정문.
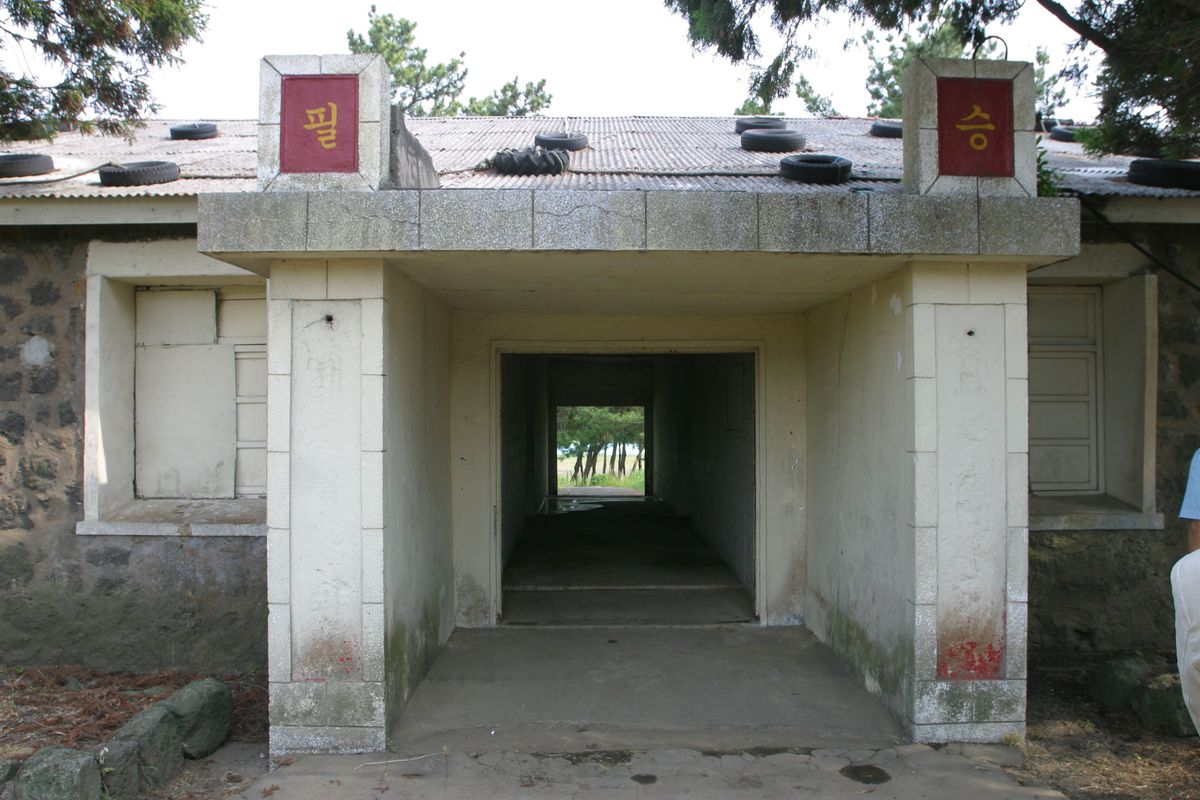
옛 육군제1훈련소의 내부 출입구.

## 같이 보기
- 한국 전쟁

## 참고 자료
- 제주 구 육군 제1훈련소 지휘소와 정문 - 국가유산청 국가유산포털